# Wolfgang Schmitz (Bibliothekar)
Wolfgang Schmitz (* 6. Mai 1949 in Köln) ist ein deutscher Bibliothekar und Bibliothekswissenschaftler.

## Leben
Wolfgang Schmitz studierte Germanistik, Geschichte, Historische Hilfswissenschaften und Mittellatein an der Universität zu Köln, wurde 1976 dort promoviert und absolvierte die Ausbildung für den Höheren Bibliotheksdienst in Düsseldorf und Köln. Von 1982 bis 2014 war er an der Universitäts- und Stadtbibliothek Köln tätig, seit 1999 als ihr Leitender Direktor und seit 2001 zusätzlich als Leiter des Universitätsarchivs. Seine Nachfolge als leitender Direktor der Universitäts- und Stadtbibliothek trat Ende 2014 Hubertus Neuhausen an.
Seine Arbeitsgebiete sind das Buch- und Verlagswesen der frühen Neuzeit, speziell der Kölner Buchdruck (Habilitation 1990), Bibliotheksgeschichte und Themen des gegenwärtigen Buch- und Bibliothekswesens.
Er ist außerplanmäßiger Professor für Bibliothekswissenschaft an der Universität zu Köln, seit 2004 Vorsitzender des Wolfenbütteler Arbeitskreises für Bibliotheks-, Buch- und Mediengeschichte, Vorsitzender der Internationalen Buchwissenschaftlichen Gesellschaft, außerdem korrespondierendes Mitglied der Historischen Kommission des Börsenvereins in Frankfurt am Main und Leipzig. 2003 initiierte er die Gründung der Kölnischen Bibliotheksgesellschaft. Seit 2006 ist er gewähltes Mitglied der Leibniz-Sozietät der Wissenschaften zu Berlin.

## Schriften (Auswahl)
- Der Bücherfluch. Form und Funktion im Wandel der Geschichte (= Jahresgabe 2021 der Wiener Bibliophilen-Gesellschaft), Wien 2021.
- Grundriss der Inkunabelkunde. Das gedruckte Buch im Zeitalter des Medienwechsels. Hiersemann, Stuttgart 2018, ISBN 978-3-7772-1800-7 (2. verbesserte Aufl. 2023, ISBN 978-3-7772-2303-2).
- Der Bucharchivar. Nachruf auf Ludwig Delp. In: Gutenberg-Jahrbuch 86 (2011), S. 342–346.
- Horst Kunze – Bibliothekar, Buchwissenschaftler und Bibliophiler im Sozialismus. In: Leipziger Jahrbuch zur Buchgeschichte 19 (2010), S. 335–357.
- Die Dichtungen des Hartwig von dem Hage. Untersuchung und Edition. Göppingen 1976.